# Accélérateur Grand Louvre d'analyse élémentaire

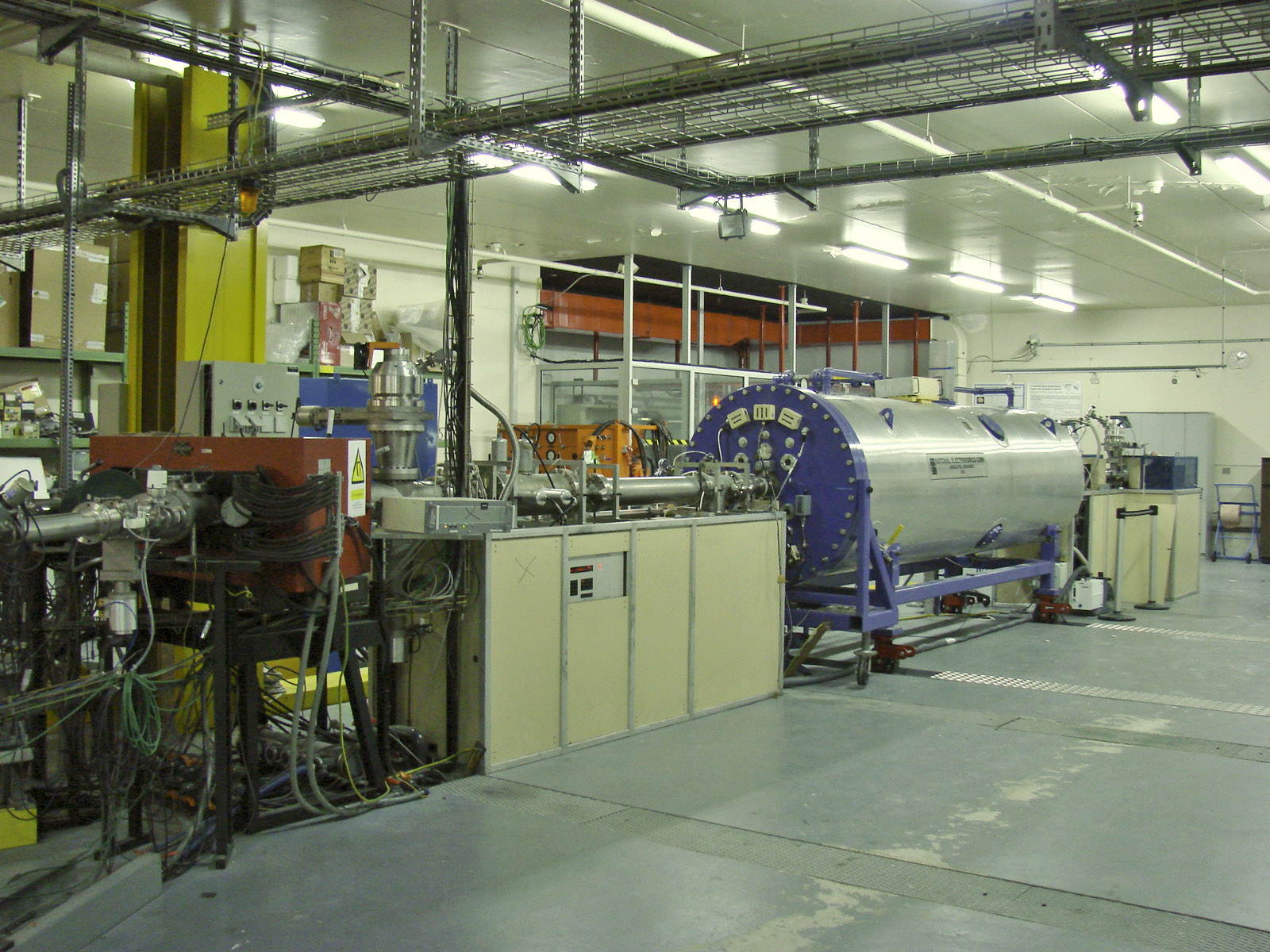
Veduta dell'AGLAE

L'Accélérateur Grand Louvre d'analyse élémentaire (AGLAE) è un acceleratore di particelle espressamente e interamente dedicato all'analisi chimico-fisica di campioni di interesse culturale, artistico e museale, per l'esame dei materiali costituenti.
Posto in opera nel dicembre 1987, nel basamento del Louvre, e inaugurato nel 1989, l'AGLAE è destinato allo studio e all'analisi non distruttiva di opere d'arte o di reperti archeologici, e allo sviluppo di linee di ricerca nel settore dei beni culturali, unico acceleratore di particelle interamente dedicato alla ricerca in questo campo.
I fasci di particelle prodotti dal dispositivo sono costituiti da ioni leggeri (idrogeno, elio e loro isotopi stabili) che eccitano gli atomi del bersaglio a cui sono indirizzati e inducono emissioni secondarie (fotoni prodotti dalle interazioni o ioni estratti dal bersaglio) che sono sottoposte ad analisi da altre linee deputate a questo compito.
L'apparecchiatura è un acceleratore elettrostatico tandem di tipo Pelletron, costruito dalla società statunitense National Electrostatics Corporation (NEC), che costituisce il nucleo centrale di una filiera di ricerca sulle analisi non invasive del C2RMF (Centre de recherche et de restauration des musées de France). Le sue caratteristiche sono state adattate alle particolari esigenze specialistiche a cui è indirizzato.

## Linee d'analisi e caratteristiche

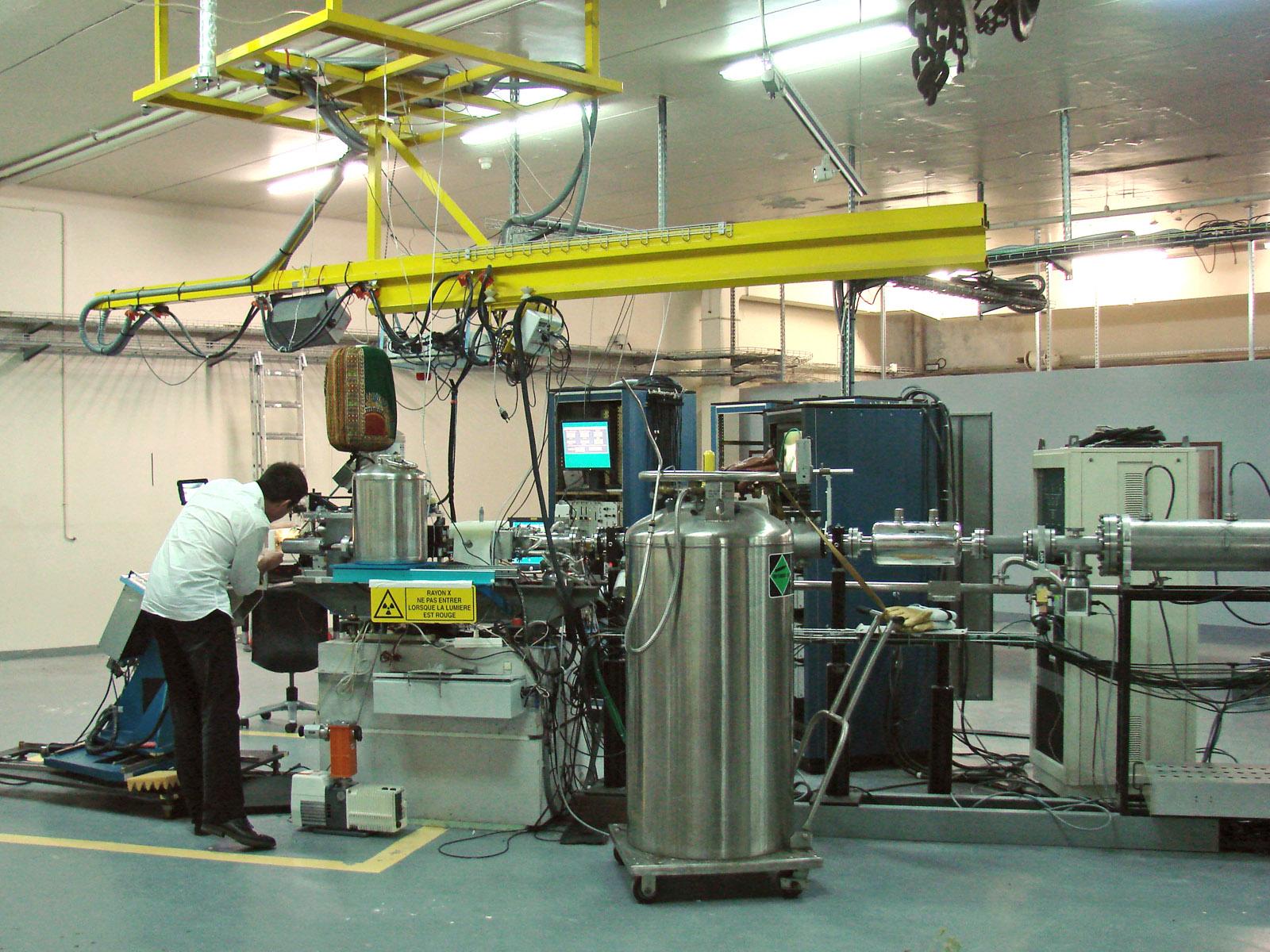
Un reperto sottoposto ad analisi in aria libera con AGLAE

### Tecniche IBA
AGLAE si avvale di tecniche di analisi con fasci di ioni (IBA, Ion beam analysis), che si prestano in maniera particolare all'analisi chimica quantitativa e qualitativa di materiali costituenti opere d'arte, oggetti, inchiostri, in quanto offrono varie utili caratteristiche:
- non distruttività per la maggior parte dei materiali (qualche problema può esservi con la sensibilità al calore e alla radiazione di materiali come carta e pergamena[2]; la tolleranza al calore, comunque, può essere migliore nelle analisi in atmosfera libera rispetto al sottovuoto, grazie alla migliore dispersione del calore in aria libera[2]);
- buona accuratezza nell'analisi quantitativa, solitamente migliore del 5%;
- capacità di analisi su molti elementi chimici, inclusi quelli leggeri;
- alta sensibilità (almeno per la PIXE), che permette di ridurre drasticamente la dose irradiata e il rischio di procurare danni all'oggetto esaminato;
- complementarità delle varie tecniche e facilità di messa in opera simultanea;
- possibilità di ottenere mappature spaziali degli elementi, con informazioni anche sulla sovrapposizione in profondità (nei limiti della massima profondità raggiungibile, v. Limitazioni delle tecniche IBA). Le risoluzioni spaziali raggiungibili sono molto elevate, dell'ordine del micrometro.

#### Limitazioni delle tecniche IBA
Le tecniche Ion beam analysis incontrano, comunque, diverse limitazioni:
- i risultati ottenibili sono confinati agli strati esterni, con una massima profondità raggiungibile pari a diverse decine di micrometri[2]: non è quindi possibile ricavare la composizione interna del materiale quando quest'ultima differisce da quella superficiale: questo può succedere anche in materiali a composizione omogenea, qualora la superficie dell'oggetto abbia subito processi di alterazione, come, ad esempio,  la corrosione, l'ossidazione, ecc. o come le tipiche reazioni di idratazione a cui va incontro la superficie del vetro (la cosiddetta corrosione del vetro, dovuta a idrosolubilità per contatto prolungato con ambiente umido, come nei reperti archeologici, anche in relazione a difetti nella formulazione utilizzata dal fonditore)[2];
- le informazioni ottenute sugli elementi chimici sono solo qualitative e quantitative: nessuna informazione riguarda invece lo stato chimico in cui tali elementi si trovano;
- difficoltà nell'analisi di materiali isolanti. In tali materiali, l'eccessivo accumulo di cariche elettriche superficiali può richiedere l'applicazione di uno rivestimento conduttivo. La situazione migliora con l'analisi in aria libera (quest'ultima, peraltro, una peculiarità di AGLAE), in cui il contatto con l'atmosfera facilità lo scaricamento dell'eccesso di cariche accumulatosi[2])

### Linee di analisi
Varie sono le linee d'analisi installate sulla filiera:
- una sonda PIXE (Particle Induced X-ray Emission), con la quale si analizza la spettrometria della fluorescenza X;
- la spettroscopia della retrodiffusione di Rutherford (RBS) ;
- l'analisi delle reazioni nucleari (NRA, Nuclear reaction analysis), una cui variante è denominata PIGE (emissione gamma indotta da particelle cariche), spesso in associazione con la PIXE[2];
- alle prime tre linee si è poi aggiunta una quarta, ERDA, acronimo di Elastic Recoil Detection Analysis, una tecnica di analisi derivata dal RBS, che permette di analizzare il rinculo elastico di atomi di idrogeno, indotto dall'urto dei più pesanti ioni di elio-4 contenuti nei fasci incidenti: l'analisi restituisce la distribuzione spaziale, a varie profondità, degli atomi di idrogeno in uno strato sottile[2].

### Caratteristiche di AGLAE
Gli ioni sono accelerati da differenze di potenziale fino a 2 milioni di Volt, che generano un campo elettrostatico in grado di spingere i protoni a livelli di energia pari 4 MeV e gli ioni di elio fino a 6 MeV.

#### Sorgenti ioniche
L'acceleratore è alimentato da due distinte sorgenti di ioni:
- Duoplasmatron, per la generazione di protoni (nuclei di idrogeno) e di ioni di deuterio[2][3].
- Alphatross, una sorgente α per la produzione di ioni di elio (He) e di suoi isotopi stabili (3He e 4He)[2][3].

#### Fasci di ioni
Sono disponibili tre linee di fasci:
- una linea classica, con traiettorie che si sviluppano interamente nel sottovuoto spinto dell'acceleratore, che richiede la collocazione nella camera a vuoto dei campioni da analizzare[2][3]. Il ricorso a questa linea impone severe limitazioni al tipo e alle dimensioni dei reperti analizzabili: d'altro canto, il suo utilizzo è obbligatorio in tutti i casi in cui il metodo utilizzato non permette l'esposizione all'aria dei campioni[3].
- Una seconda e innovativa linea di analisi, di carattere sperimentale e unica nel suo genere, prevede che i microfasci di ioni prodotti dalla macchina, anziché viaggiare interamente nel sottovuoto dell'acceleratore, possano attraversare un breve tratto esterno (3 mm in atmosfera comune o in atmosfera di elio[2]), immediatamente prima di colpire l'oggetto da studiare. Per colpire il bersaglio posto all'esterno, i microfasci fuoriescono da finestre appositamente ottimizzate, realizzate in tre tipi diversi[3]. Per far questo, la linea è stata equipaggiata da un sistema di messa a fuoco che riduce l'ampiezza del fascio a 10 micrometri, migliorando drasticamente la risoluzione spaziale, in modo da permetterne il passaggio in condizioni di pressione atmosferica[2] e non sottovuoto: sono superate, in questo modo, le limitazioni imposte dalla camera a vuoto ed  è possibile studiare oggetti di qualsiasi dimensione, senza dover prelevare campioni, ma semplicemente avvicinando la parte da analizzare alla finestra di uscita del fascio[2].
- Una terza linea è invece dedicata agli sviluppi delle nuove tecniche, come PIXE-XRF, alpha-PIXE, ecc.[3] I fasci utilizzati sono ad alta intensità ma a bassa focalizzazione[3].

#### Finestre di uscita in atmosfera esterna
Per condurre le analisi in atmosfera esterna (ordinaria o modificata), sono disponibili specifiche finestre di uscita, appositamente adattate e ottimizzate allo scopo: esse, infatti, devono non solo resistere al gradiente di pressione tra l'interno (sottovuoto) e l'esterno della macchina (a pressione atmosferica), e alle sollecitazioni indotte sul medium dal fascio in transito, ma, al contempo, devono ridurre le perdite di potenza del fascio di ioni in transito attraverso la finestra, e attenuare le piccole fluttuazioni di natura statistica (il cosiddetto straggling) nel range energetico delle particelle ionizzate. Tali fluttuazioni sono dovute a variazioni statistiche, in più o in meno, nel numero di collisioni subite dalle particelle che attraversano il medium, lo strato di materiale di cui è costituita la finestra.
Le finestre disponibili sono di tre tipi diversi, con medium differenti e di diverso spessore, a seconda dell'applicazione e della sezione del fascio: 
- alluminio di spessore pari a 0,75 µm: per l'utilizzo di macro-fasci e tecnica PIXE;
- 2 µm di zirconio: per macro-fasci e tecniche NRA con deuteroni;
- uno strato ultrasottile (0,1 µm) di un nitruro metallico (nello specifico, nitruro di silicio, in formula Si3N4): dedicata ai micro-fasci e adatta a tutte le tecniche.

### Specificità
AGLAE è l'unico acceleratore di particelle interamente dedicato alla ricerca nel campo dei beni culturali e completamente a disposizione di un museo. Costituisce il sistema più efficace per l'analisi della composizione chimica di oggetti, con la disponibilità di risultati in pochi minuti e, soprattutto, senza necessariamente l'asportazione di frammenti dall'opera d'arte o dal reperto da analizzare. AGLAE, inoltre, esibisce una caratteristica non frequente in simili apparecchiature, una notevole protezione dai neutroni, che consente la produzione di fasci di deuteroni particolarmente adatti all'analisi di elementi leggeri attraverso tecniche di nuclear reaction analysis (NRA). 
La macchina è stata adattata alle limitazioni imposte dalle opere d'arte. Un esempio è la già citata linea di fasci particolarmente focalizzati, che terminano in aria libera, in modo da puntare direttamente sul bersaglio, superando le limitazioni imposte dalle dimensioni e dalle caratteristiche di quest'ultimo, e senza richiedere l'asportazione dal reperto di campioni di laboratorio.
Il laboratorio beneficia inoltre della sua collocazione, nel basamento del Louvre, che abbatte le difficoltà logistiche e i costi legati al trasporto in sicurezza di opere e reperti delicati, di altissimo valore culturale e spesso unici.

## Esempi applicativi

### Antichità egizie
Un esempio di analisi è quella condotta sulla cosiddetta testa egiziana in vetro blu, scoperta all'inizio del Novecento, considerata la Gioconda del dipartimento di antichità egizie del Louvre, del quale costituiva uno dei fiori all'occhiello fin dal 1926. Era spesso indicata come un ritratto di Tutankhamon, ma sulla sua autenticità si appuntavano da tempo i sospetti degli esperti.
Lo studio condotto con AGLAE sul vetro blu, ha mostrato la presenza di piombo e arsenico, tipici componenti dei vetri fabbricati a partire dal XVIII secolo, sconosciuti invece alla tecnica vetraria egizia. Il reperto è stato così definitivamente consegnato al novero delle falsificazioni moderne, di origine non facilmente spiegabile, ma legata alla egittomania imperante negli anni ruggenti.

### Kosoni

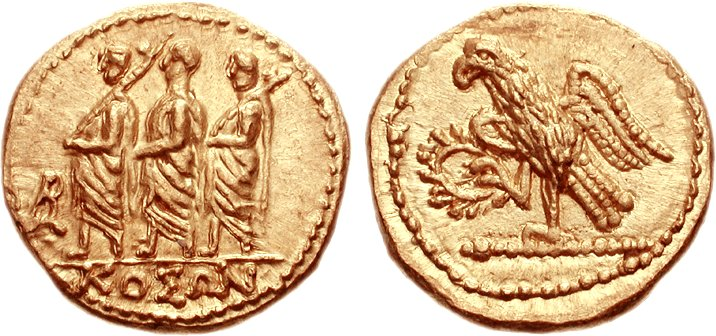
Esemplari di monete auree a legenda «ΚΟΣΩΝ» (Koson)

Insieme ad altre strumentazioni, L'AGLAE è stato utilizzato, ad esempio, per l'analisi con tecniche non invasive della composizione chimica della lega metallurgica dei kosoni, una misteriosa tipologia monetale di area geto-dace, coniata nel I secolo a.C., e riconducibile a un semisconosciuto sovrano locale, il cui nome (probabilmente Coson) è ricavato dalla legenda in caratteri greci.
Tali esperimenti si sono serviti di fasci di protoni di energia pari a 3 MeV emessi dall'AGLAE,

### Collaborazioni internazionali
L'utilizzo di AGLAE ha oltrepassato i confini nazionali ed è aperto a collaborazioni internazionali: la stessa Unione europea ha accettato di finanziare l'accesso su base transnazionale, con la venuta a Parigi, una volta al mese, di ricercatori europei affinché analizzino le loro opere.
La richiesta di utilizzo può venire anche da altri soggetti, come gli archeologi e perfino da tribunali, che possono rivolgersi ad AGLAE per accertare l'autenticità di atti.

## Sviluppi futuri: progettoNew Aglae
Nel 2011 è stato pianificato un progetto di aggiornamento e miglioramento delle prestazioni, il New Aglae, che può disporre di una dotazione finanziaria di 1.700.000 euro, di cui 250.000 messi a disposizione dalla municipalità di Parigi.
Il progetto prevede il miglioramento della stabilità dei fasci di particelle e il funzionamento automatizzato del sistema, che permetterà di funzionare in modalità imaging, anziché con analisi puntiformi.